# تیم ملی فوتبال زنان تیمور شرقی
تیم ملی فوتبال زنان تیمورشرقی (انگلیسی: Timor-Leste women's national football team) نماینده فوتبال زنان این کشور در رده ملی است و تحت نظارت فدراسیون فوتبال تیمور شرقی قرار دارد.